# Нікопольський район (1923—2020)
Ні́копольський райо́н — колишній район України, був розташований на півдні Дніпропетровської області. Адміністративний центр місто Нікополь. Населення на 1 лютого 2012 року становило 42 549 осіб.

## Географія
Межує із Солонянським, Софіївським, Апостолівським та Томаківським районами.
Південна частина Нікопольщини омивається водами Каховського водосховища. На території району протікають річки Базавлук, Солона, Кам'янка, Ревун.
У надрах Нікопольщини залягають багаті поклади марганцевої руди і граніту. Крім цього, на території району зустрічаються й інші мінерали: боксити, нікелевмісні руди, буре вугілля, вапняк-черепашник, глини, мергелі.

## Історія
Під час досліджень тут виявлені скіфсько-сарматські кургани. Край входив до складу Великої Скіфії. Всесвітньо відомі нікопольські скіфські кургани Чортомлик, Лугова та Товста могили. Через край пролягав Чумацький шлях, яким тяглися валки до Криму по сіль та рибу.
Нікопольщина була центром запорізького козацтва, де протягом більше двохсот років знаходились п'ять з восьми Запорозьких Січей. Усі вони (крім Буцько-Томаківського острова) нині перебувають під водами Каховського водосховища. На Микитинській Січі у 1648 році Богдан Хмельницький був обраний гетьманом. Поблизу села Капулівка знаходиться могила славного кошового отамана Івана Сірка.
25 березня 1946 районний центр Чкаловського району перенесений з села Чкалове в місто Нікополь, Чкаловський район перейменований на Нікопольський.

## Адміністративний устрій
Адміністративно-територіально поділяється на 1 селищну раду та 15 сільських рад, які об'єднують 68 населених пунктів та підпорядковані Нікопольській районній раді. Адміністративний центр — місто Нікополь, яке має статус міста обласного значення, тому не входить до складу района.

## Населення
Розподіл населення за віком та статтю (2001)
| Стать | Всього | До 15 років | 15-24 | 25-44 | 45-64 | 65-85 | Понад 85 |
| --- | ------ | ----------- | ----- | ----- | ----- | ----- | -------- |
| Чоловіки | 20 975 | 4031        | 3124  | 6134  | 5321  | 2280  | 85       |
| Жінки | 23 740 | 3814        | 2791  | 6129  | 6329  | 4289  | 388      |
| \| Статево-вікова піраміда \| Статево-вікова піраміда \| Статево-вікова піраміда \| \| ----------------------- \| ----------------------- \| ----------------------- \| \| Чоловіки \| Вік \| Жінки \| \| 85 \| 85 + \| 388 \| \| 127 \| 80-84 \| 431 \| \| 415 \| 75-79 \| 1094 \| \| 904 \| 70-74 \| 1539 \| \| 834 \| 65-69 \| 1225 \| \| 1637 \| 60-64 \| 2236 \| \| 807 \| 55-59 \| 1157 \| \| 1322 \| 50-54 \| 1379 \| \| 1555 \| 45-49 \| 1557 \| \| 1813 \| 40-44 \| 1813 \| \| 1628 \| 35-39 \| 1548 \| \| 1370 \| 30-34 \| 1444 \| \| 1323 \| 25-29 \| 1324 \| \| 1391 \| 20-24 \| 1280 \| \| 1733 \| 15-20 \| 1511 \| \| 1777 \| 10-14 \| 1727 \| \| 1271 \| 5-9 \| 1180 \| \| 983 \| 0-4 \| 907 \| |        |             |       |       |       |       |          |
| Статево-вікова піраміда |        |             |       |       |       |       |          |
| Чоловіки | Вік    | Жінки       |       |       |       |       |          |
| 85 | 85 +   | 388         |       |       |       |       |          |
| 127 | 80-84  | 431         |       |       |       |       |          |
| 415 | 75-79  | 1094        |       |       |       |       |          |
| 904 | 70-74  | 1539        |       |       |       |       |          |
| 834 | 65-69  | 1225        |       |       |       |       |          |
| 1637 | 60-64  | 2236        |       |       |       |       |          |
| 807 | 55-59  | 1157        |       |       |       |       |          |
| 1322 | 50-54  | 1379        |       |       |       |       |          |
| 1555 | 45-49  | 1557        |       |       |       |       |          |
| 1813 | 40-44  | 1813        |       |       |       |       |          |
| 1628 | 35-39  | 1548        |       |       |       |       |          |
| 1370 | 30-34  | 1444        |       |       |       |       |          |
| 1323 | 25-29  | 1324        |       |       |       |       |          |
| 1391 | 20-24  | 1280        |       |       |       |       |          |
| 1733 | 15-20  | 1511        |       |       |       |       |          |
| 1777 | 10-14  | 1727        |       |       |       |       |          |
| 1271 | 5-9    | 1180        |       |       |       |       |          |
| 983 | 0-4    | 907         |       |       |       |       |          |

За переписом 2001 року розподіл мешканців району (без райцентру) за рідною мовою був наступним:
- українська — 89,66 %
- російська — 9,75 %
- білоруська — 0,24 %
- вірменська — 0,08 %
- молдовська — 0,07 %
- болгарська — 0,02 %

За даними Головного управління статистики в Дніпропетровській області кількість населення в районі на 1 лютого 2011 року становила 42 649 осіб.
Станом на січень 2015 року кількість мешканців району становила 41 176 осіб, з них міського населення — 6 556 (Червоногригорівка), сільського — 34 620 осіб.

## Економіка

### Промисловість
До промислових підприємств району належать: ВАТ «Завод молочних продуктів», ТОВ «Нікопольська продовольча компанія», ВАТ «Новопавлівський гранітний кар'єр» та ВАТ «Нікопольська агропромтехніка».

### Сільське господарство
Родючі землі, сприятливі кліматичні умови, рівнинна поверхня рельєфу дають можливість вирощувати високі врожаї пшениці, кукурудзи, соняшнику, овочів та фруктів.
У сільському господарстві району зайнята половина працездатного населення. Створено 41 агроформування, більшість з яких має переробні підприємства: млини, олійниці, крупорушки, пекарні, два тепличних комбінати, 4 рибопромислових підприємства.
Основна спеціалізація аграрного сектора району — виробництво зерна, питома вага якого у валовому виробництві становить 57 %, і тваринницької продукції м'ясо-молочного напряму (43 %).
У сільськогосподарському виробництві використовується 132,7 тис. га сільгоспугідь, з яких 111,2 тис. га — рілля. Зрошувана площа становить 19,5 тис. га. Під садами зайнято 1783 га.
У структурі посівних площ майже 50 % займають зернові. Найбільші площі відводяться під озиму пшеницю (66 %). Кормовий клин займає 25 %.
Нікопольщина завжди славилася своїми давніми традиціями вирощування овочів і фруктів. Завдяки помірно-континентальному клімату, жаркому літу і м'якій зимі садівники мають можливість збільшувати врожаї в декілька десятків разів. Два консервні заводи, розташовані на території району, переробляють продукцію садівництва і городництва в повному обсязі і поставляють споживачам як в Україні, так і за її межами.
Тепличне господарство району розташоване на площі 12 га. У закритому ґрунті вирощують огірки, томати, баклажани. У тепличних комбінатах використовуються високоефективні та енергозберігаючі технології, що дає змогу постійно урізноманітнювати асортимент і збільшувати врожаї.
ЗАТ "Птахокомбінат «Дніпровський» — одне з найбільших і найсучасніших в Україні з вирощування курчат-бройлерів. Сьогодні на ринках багатьох міст з'явилася продукція птахокомбінату. Підприємство виробляє 8 тис. тонн м'яса бройлерів на рік.

## Транспорт
Район перетинають електрифіковані залізничні магістралі Кривий Ріг — Запоріжжя, Апостолове — Нижньодніпровськ.
Залізнична станція: Павлопілля.
Зупинні пункти: 83 км, 86 км, 105 км, 110 км, 111 км, 313 км, роз'їзд 319 км, 322 км та Ревун.
Автодорога національного призначення Н23 (Кропивницький — Запоріжжя), Р73, Дніпро — Нікополь, Т 0432 (Нікополь — Божедарівка), Т 0435 та Т 0436.

## Соціальна сфера

### Освіта і культура
У районі працюють 23 школи, професійне училище та сільськогосподарський технікум, 19 дитячих дошкільних закладів.
Діють 26 клубів і будинків культури, будинок дитячої творчості. Добре відомі своєю майстерністю вокальний колектив «Веселка», ансамбль народної пісні «Калина» (113 колективів художньої самодіяльності). Працюють центральна районна і дитяча бібліотеки, дитяча музична школа.

### Спорт
У районі функціонує спортивний клуб «Колос» — найстаріше сільське спортивне товариство України. За більш ніж 25 років його існування тут підготовлено 80 майстрів спорту, серед них — 15 майстрів міжнародного класу.

### Охорона здоров'я
До послуг населення районна лікарня, 27 фельдшерсько-акушерських пунктів, 6 амбулаторій, селищна поліклініка, водогрязелікарня.

### Засоби масової інформації
Із засобів масової інформації працюють місцеве радіомовлення, телеканал «Кварц», виходить районна громадсько-політична газета «Південна зоря».

## Визначні пам'ятки
На території району знаходяться сотні пам'яток археології, історії та культури. Серед них 49 пам'ятників, що відображають історичні події XX століття та 20 — монументального мистецтва.

## Політика
25 травня 2014 року відбулися Президентські вибори України. У межах Нікопольського району була створена 31 виборча дільниця. Явка на виборах складала — 54,07 % (проголосували 17 139 із 31 699 виборців). Найбільшу кількість голосів отримав Петро Порошенко — 47,51 % (8 142 виборців); Юлія Тимошенко — 14,64 % (2 509 виборців), Олег Ляшко — 8,10 % (1 389 виборців), Сергій Тігіпко — 6,93 % (1 187 виборців), Анатолій Гриценко — 5,53 % (947 виборців). Решта кандидатів набрали меншу кількість голосів. Кількість недійсних або зіпсованих бюлетенів — 1,83 %.

## Додаткові джерела
- Нікопольський район — Інформаційно-пізнавальний портал | Дніпропетровська область у складі УРСР [Архівовано 16 липня 2020 у Wayback Machine.] (На основі матеріалів енциклопедичного видання про історію міст та сіл України, том — Історія міст і сіл Української РСР. Дніпропетровська область. — К.: Головна редакція УРЕ АН УРСР, 1969. — 959 с.)